# Arcaute
Arcaute (oficialmente Arkauti/Arcaute) es un concejo del municipio de Vitoria, perteneciente a la Cuadrilla de Vitoria, en la provincia de Álava, País Vasco (España). En su término se encuentran el Campus Agroalimentario de Arcaute, que incluye entre otras instituciones el centro de investigación agraria Neiker y la Academia Vasca de Policía y Emergencias, donde se forman las promociones de la Ertzaintza y Policías Locales vascas. Su monumento más característico es la barbacoa inclinada de Txus, construida hace más de 20 años, la cual se va inclinando un grado cada año que pasa. Antiguamente está academia era un colegio de deficientes mentales. Así que no podías decir que eras del pueblo para que no se rieran de ti. También está Félix con su tractor, último agricultor del pueblo.

## Toponimia
El nombre propuesto por la Real Academia de la Lengua Vasca-Euskaltzaindia en el año 2001 es Arkaute. En 1294, en el documento que contiene la relación, no completa, de los pueblos de Álava que prometieron al rey cien mil maravedíes para la ayuda de la cerca de Tarifa, aparece Arcaut (Fita, 1883: 218). En una sentencia del año 1332 sobre el pleito entre la Cofradía de Álava y el Concejo de Vitoria, según la trascripción del historiador vitoriano J.J. de Landázuri, Arcaute (Landázuri IV: 90-95). En el privilegio rodado del rey Don Juan del año 1379 (AMV) y en el Apeo de la jurisdicción de Vitoria de 1481, se cita Arcaute (AMV). Asimismo, en el Libro de visita del Licenciado Martín Gil en 1551, es también Arcaute en la lista de localidades del Arciprestazgo de Armentia.Desde el año 2000 se usa también el nombre Arkauti.

## Geografía física
Se halla a la orilla derecha del río Arcaute, afluente del Zadorra, a 3,3 km al Este de Vitoria.
|                  | Norte: Zurbano |                      |
| Oeste: Elorriaga |                | Este: Ilárraza Cerio |
|                  | Sur: Arcaya    |                      |

## Despoblado
Forma parte del concejo una fracción del despoblado de:
- Petriquiz (oficialmente en vasco Petrukiz).

## Naturaleza
Forman parte parcialmente del concejo los Humedales de Salburua, un espacio de algo más de 200 ha integrado por dos humedales (balsas de Betoño y Zurbano), retazos de robledales húmedos, prados, algunas choperas y otros ambientes asociados.

## Historia
En su término estuvo el antiguo lugar de Petriquiz, agregado a Vitoria por Alfonso XI de Castilla en 1332 (al igual que el propio Arcaute). Por el concejo pasaba el llamado «Camino de Vitoria», una de las rutas alavesas hacia Compostela. En el siglo XVI Arcaute perteneció a Pero Vélez de Guevara, pasando en 1734 a manos del duque de Ciudad Real, que fue conde de Lences, Tripiana y Marqués de Mortara. Posteriormente pasó a depender de las Dominicas de Quejana de Álava. En el siglo XIX formaba parte del municipio de Elorriaga, hasta la disolución de éste en la década de 1870.
A mediados del siglo XIX, cuando formaba parte del ayuntamiento de Elorriaga, tenía 74 habitantes. Aparece descrito en el segundo volumen del Diccionario geográfico-estadístico-histórico de España y sus posesiones de Ultramar de Pascual Madoz de la siguiente manera:

ARCAUTE: ald. en la prov. de Alava, dióc. de Calahorra (18 leg.), vicaría, herm. y part. jud. de Vitoria (½), y del ayunt. de Elorrio (¼): sit. en un llano que aunque ventilado es propenso á fiebres intermitentes por la detencion de las aguas: hay 17 casas bastante reunidas y una igl. parr. (San Juan Bautista), servida por 2 beneficiados con título de perpetuo y presentados por las monjas dominicas de San Juan de Quejana. El térm. confina: N. con Zurbano, por E. el desp. Petriquiz, cuyuo térm. es comun á Arcaute y otros pueblos (V.); por S. con Arcaya y por O. con Elorriaga: el terreno es fértil, los caminos muy penosos en el invierno, y el correo se recibe en Vitoria: Prod. toda clase de cereales, legumbres y frutos que así como el ganado, presentan estos naturales en los mercados de la capital: pobl.: 17 vec.: 74 alm. riquiza y contr. (V. Alava intendencia).
(Madoz, 1845, p. 468)

Ya en el siglo XX, se describe de la siguiente manera en el tomo de la Geografía general del País Vasco-Navarro dedicado a Álava y escrito por Vicente Vera y López:

Arcaute.—Lugar separado de Vitoria 2,378 metros; con 22 viviendas, de las que 20 son de dos pisos y 2 están deshabitadas. Su población es de 145 almas de derecho y el mismo número de hecho, formada por 79 varones y 66 hembras. Tiene una iglesia parroquial dedicada á San Juan Bautista, de categoría rural de segunda clase, perteneciente al arciprestazgo de Armentia; sobre ella ejercieron jurisdicción los marqueses de Mortara, que cobraban los diezmos y pagaban á los dos capellanes que la servían; después la tuvieron las monjas dominicas de Quejana. En su término está la ermita de San Esteban. Carece de escuela pública y los niños asisten á la de Elorriaga, distante un kilómetro. Comunica con Vitoria por la carretera de esta ciudad á Matauco. Limita al N. con Zurbano, al S. con Arcaya, al E. con Ilárraza y al O. con Elorriaga. Recolecta cereales de varias clases, legumbres y frutas, criando algún ganado. En su término estuvo el antiguo lugar de Petrequín (a) Betri hiz, agregado á Vitoria por D. Alfonso XI en 1332, y del que no quedan más vestigios que una ermita.
(Vera y López, 1915-1921, p. 327)

## Demografía
En 2018 Arcaute cuenta con una población de 77 habitantes según el Padrón Municipal de habitantes del Ayuntamiento de Vitoria.
| Gráfica de evolución demográfica de Arcaute entre 2000 y 2017 |
|                                                               |
| Población de derecho según los censos de población del INE.   |

## Economía
En 1851 la Diputación de Álava fundó la Granja Modelo de Arcaute o Escuela Práctica de Agricultura de Arcaute, ubicada cerca del pueblo y consagrada a formar agricultores y propagar sistemas y técnicas agrarias innovadoras dentro de la provincia; así como mejorar la ganadería. La Granja Modelo operó hasta bien entrado el siglo XX. En la década de 1940 la granja fue cedida al Estado con la condición de convertirse en centro de investigación  y Estación de Mejora de la Patata. Aunque la granja no dejó de tener nunca una labor de formación, esta fue secundaria dentro de la institución, hasta que en 1970 se desligó la labor docente y de formación con la creación de una Escuela Agraria en la antigua residencia del complejo. La gestión de la Estación de Mejora de la Patata y la Escuela Agraria fueron transferidos al Gobierno Vasco en 1981. El Instituto Vasco de Investigaciones Agrarias, Neiker y el Instituto Agrario Mendiko, dedicadas respectivamente a la investigación y enseñanza son herederas de aquellas instituciones y ocupan su antigua ubicación. En torno a ellas se ha creado un Campus Agroalimentario que engloba además otras empresas y centros de investigación del sector agroalimentario.
En 1982 se fundó a 2 km del pueblo de Arcaute, dentro de su término, la academia de formación de la Policía Autonómica Vasca (Ertzaintza). Desde entonces todas las promociones de la Ertzaintza se han formado en Arcaute, así como integrantes de otros cuerpos policiales municipales vascos, servicios de emergencias, seguridad privada, etc. Arcaute ha constituido desde 1982 una de las bases principales de la Ertzaintza y el nombre ha pasado a utilizarse como sinónimo de la propia institución. La academia acoge asimismo desde 1998 el Museo de la Policía Vasca.

## Cultura

### Patrimonio material

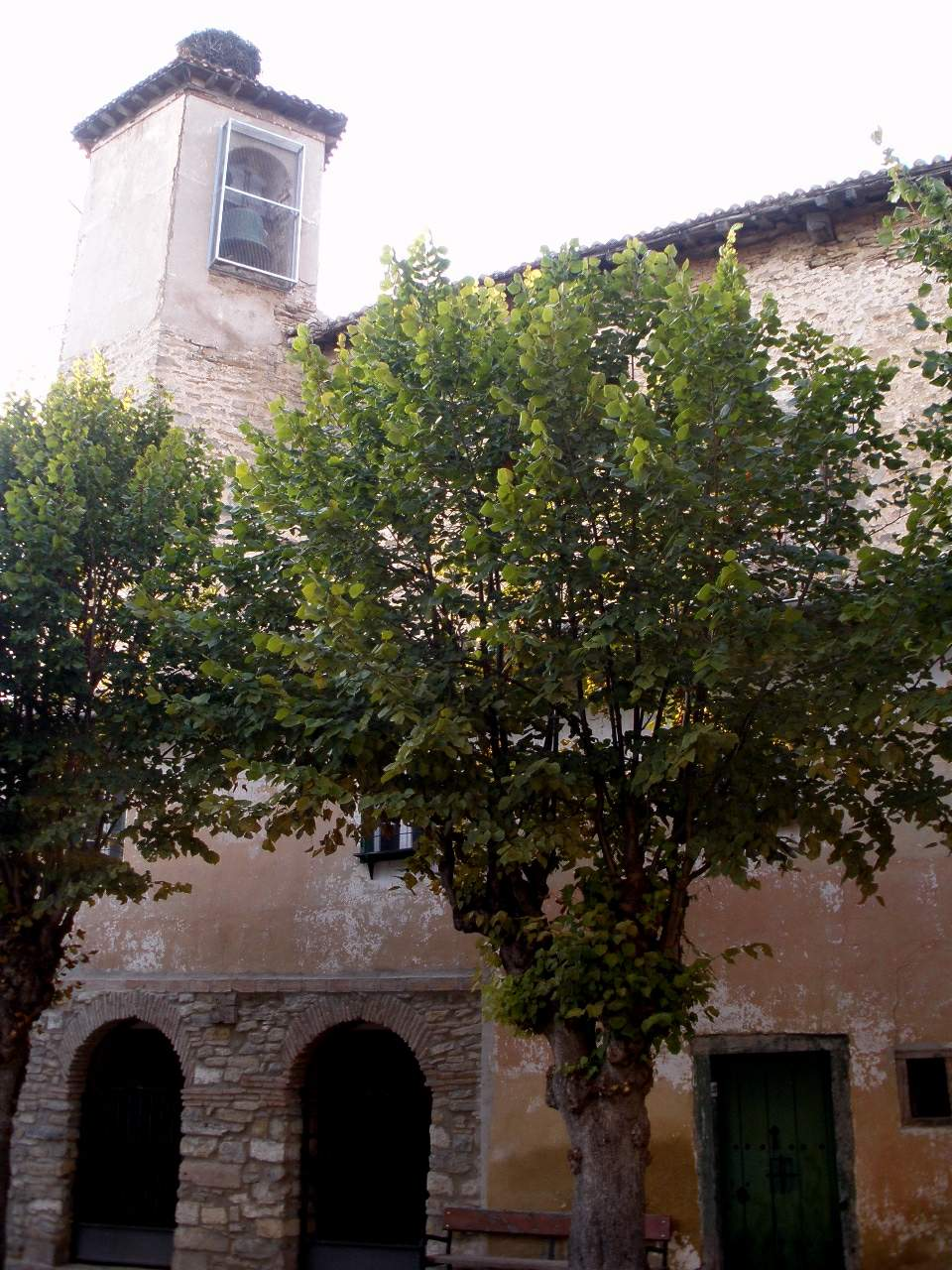
Iglesia de San Juan Bautista

- Iglesia parroquial de San Juan Bautista. Característica por su torre hexagonal irregular, posee un retablo mayor del siglo XVIII. La imagen titular de San Juan Bautista data del siglo XVII, poseyendo la iglesia un ventanal gótico con jambas molduradas así como un retablo lateral del siglo XVII de buena factura. En la clave se sitúa un Santiago peregrino con sombrero y hábito.[6][16]
- Fuente vieja soterrada con acceso escalonado y delimitada por muro de mampostería y valla metálica. El manantial se protege por un edificio cuadrangular de mampostería al exterior y cubierta de grandas losas formando un tejado a dos vertientes que corona con una cruz. Al interior, el depósito cuadrangular se conforma en un habitáculo de sillería con cubierta de bóveda. Es considerada un magnífico ejemplar de fuente tradicional.[17]
- Hubo un molino que compartían las localidades de Elorriaga y Arkaute, construido en 1798.[18]
- Cementerio.[19]

### Patrimonio inmaterial
Las fiestas patronales se celebran por San Juan Bautista, el 24 de junio.

## Personajes ilustres
- Modesto Lomba. Diseñador de moda.[21]